# 오타후후 유나이티드 AFC
오타후후 유나이티드 AFC(Otahuhu United Association Football Club)는 뉴질랜드 오클랜드에 있는 축구단이다.